# Ovaritis
Ovaritis u ooforitis (del griego ōo- ‘huevo’ + -phor- ‘que lleva’ + -îtis ‘inflamación’) es la inflamación, aguda o crónica, de uno o los dos ovarios.
Esta enfermedad se presenta frecuentemente en combinación con la salpingitis (inflamación de las trompas de Falopio) denominándose salpingooforitis o anexitis.

## Etiología
La estructura del ovario es una de las más resistentes y por su posición, con difícil acceso a los patógenos, es raro la aparición de inflamación.
Generalmente son causadas por infecciones. Los gérmenes más frecuentes encontrados son Streptococcus, Staphylococcus, E. coli y gonococos.
La endometriosis es la presencia de glándulas endometriales o estiomas en lugares extraños, a menudo alcanza el ovario, haciéndole susceptible a la inflamación.
La ovaritis escleroquística es la esclerosis de la superficie del ovario, impidiendo que el folículo se abra al exterior, originando la presencia de múltiples quistes pequeños dentro del ovario.